# Liste der Kulturdenkmale in Colmar-Berg
In der Liste der Kulturdenkmale in Colmar-Berg sind alle Kulturdenkmale der luxemburgischen Gemeinde Colmar-Berg aufgeführt (Stand: 26. September 2022).

## Kulturdenkmale nach Ortsteil

### Berg
| Bild | Bezeichnung                                   | Lage    | Beschreibung | Stufe | Eingetragen seit  |
| ---- | --------------------------------------------- | ------- | ------------ | ----- | ----------------- |
|      | Archäologische Ausgrabungsstätte „Millebierg“ | (Karte) |              | PCN   | 6. September 2018 |

### Colmar-Berg
| Bild                 | Bezeichnung            | Lage                        | Beschreibung | Stufe | Eingetragen seit   |
| -------------------- | ---------------------- | --------------------------- | --- | ----- | ------------------ |
| Ehemaliger Bauernhof | Ehemaliger Bauernhof   | 20, rue de la Poste (Karte) | Der auch „Hof Nelson“ genannte Bauernhof stammt aus dem Jahr 1788. An den zweigeschossigen Putzbau mit Walmdach ist eine größere Scheine angebaut. | PCN   | 21. Juni 2017      |
|                      | Wohnhaus               | 10, Bamhaff (Karte)         | | PCN   | 29. September 2021 |
|                      | Bauernhof „Karelshaff“ | (Karte)                     | | PCN   | 2. August 2022     |
| Gebäude und Platz    | Gebäude und Platz      | 21, rue de Mertzig          | Bauernhaus aus dem 18. Jahrhundert, auf dem barocken Eingangsportal steht die Jahreszahl 1727                                                      | IS    | 2. März 2000       |
|                      | Bauernhof              | 1, rue de Martzen (Karte)   | | IS    | 18. Januar 2018    |

Legende: PCN – Immeubles et objets bénéficiant des effets de classement comme patrimoine culturel national; IS – Immeubles et objets inscrits à l’inventaire supplémentaire

## Quelle
- Liste des immeubles et objets beneficiant d’une protection nationales, Nationales Institut für das gebaute Erbe, Fassung vom 12. September 2022, S. 18 (PDF)

- Karte mit allen Koordinaten:
- OSM |
- WikiMap